# Kapuśniak
Il kapusniak, zuppa di carne e cipolle, è una minestra della cucina ucraina e polacca a base di carne di maiale e crauti; viene servita molto calda.

## Preparazione
I crauti vanno affettati molto fini e, se troppo acidi, lievemente sbollentati e sciacquati. A questi viene aggiunta carne suina a dadini e pancetta, oltre che eventualmente altre verdure, funghi compresi, per insaporirla. Può essere servita accompagnata da patate bollite.

## Galleria d'immagini

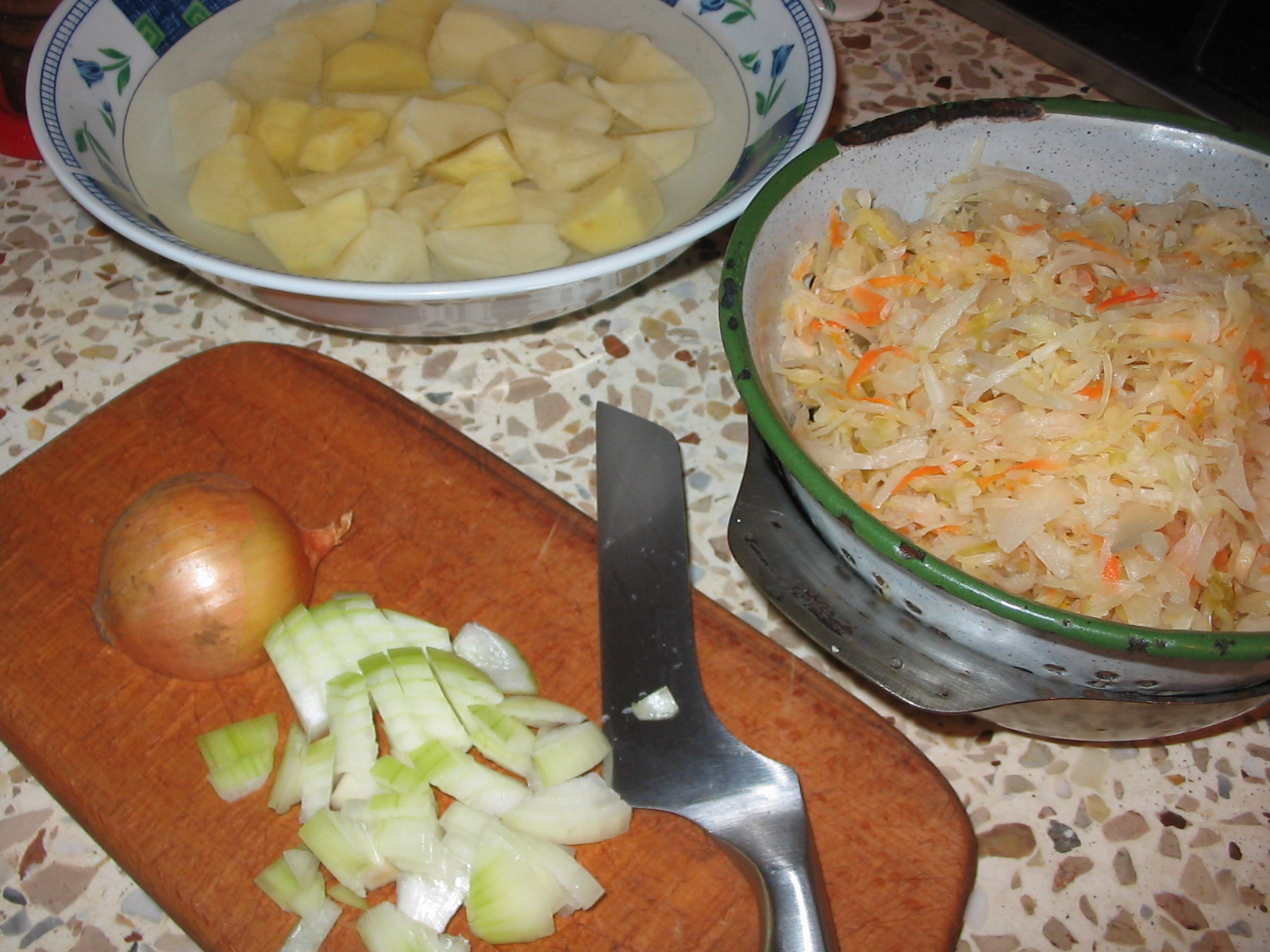
Preparazione verdure
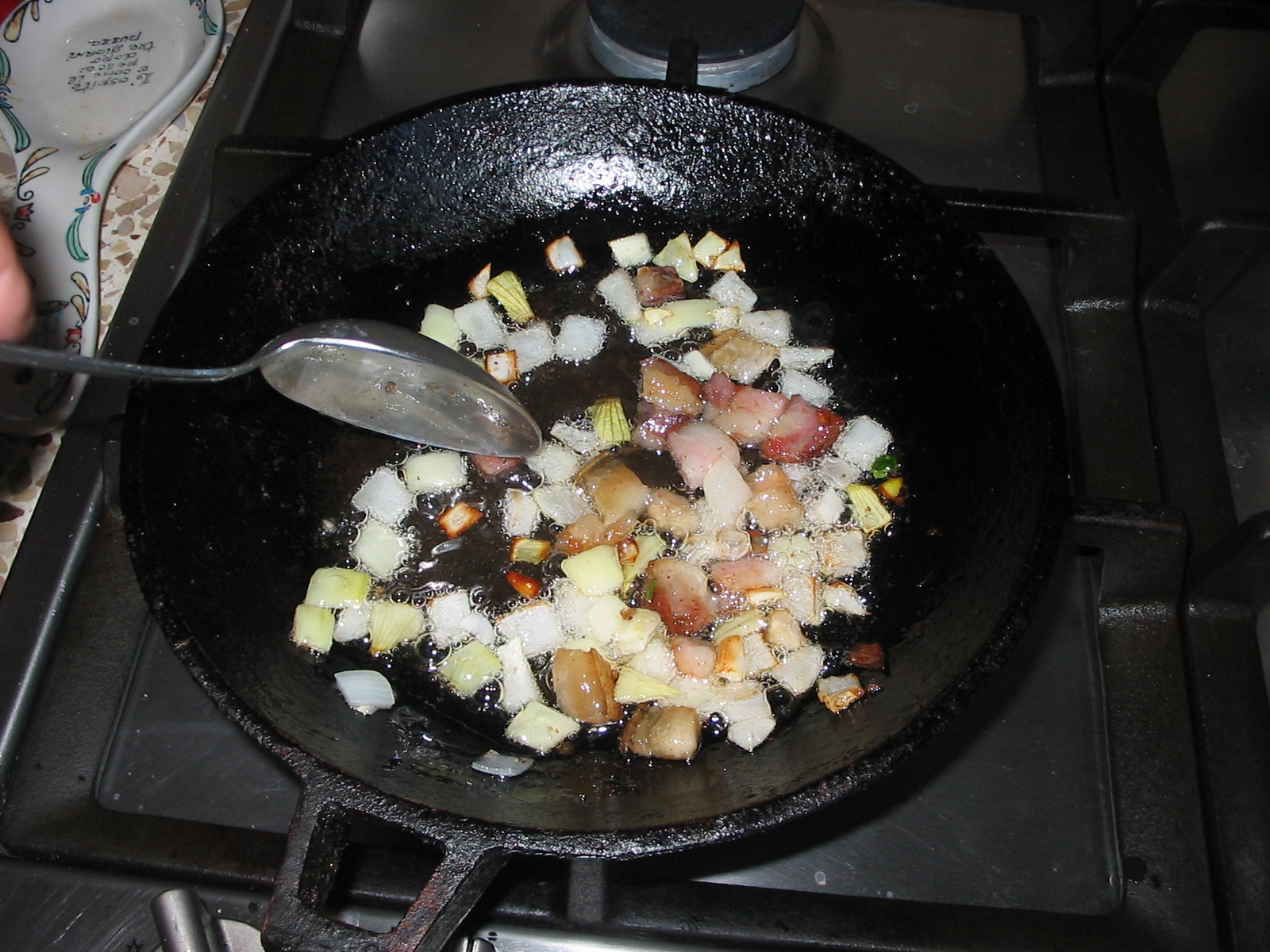
Preparazione della carne
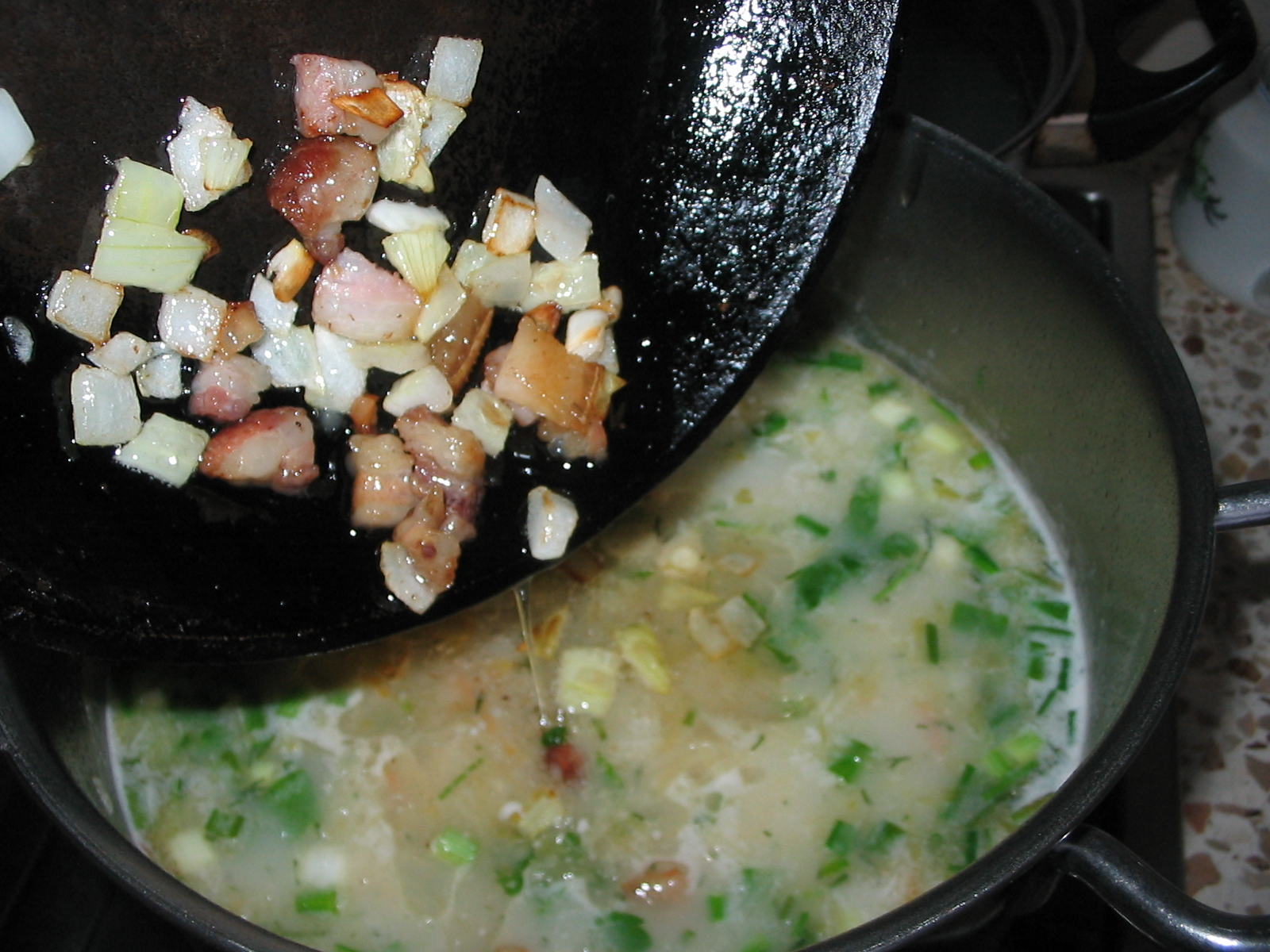
Aggiunta della carne alla base